# Вулиця Фридерика Шопена (Тернопіль)
Вулиця Шопена — вулиця в мікрорайоні «Старий парк» міста Тернополя. Названа на честь польського композитора та піаніста Фридерика Шопена.

## Відомості
Розпочинається від вулиці Паркової, пролягає на південь до проспекту Степана Бандери, де і закінчується. На вулиці розташовані переважно приватні будинки, є кілька багатоквартирних.

## Транспорт
Рух вулицею односторонній — лише в південному напрямку (для проїзду в протилежному напрямку потрібно скористатися вулицею Генерала Юрія Тютюнника, дорожнє покриття — асфальт. Громадський транспорт по вулиці не курсує, найближчі зупинки знаходяться на вулиці Вояків дивізії «Галичина» та проспекті Степана Бандери.